# It Was a Good Day
"It Was a Good Day" é uma canção do rapper americano Ice Cube, lançada em 23 de fevereiro de 1993 como o segundo single de seu terceiro álbum solo, The Predator (1992). É o segundo single do álbum e atingiu o número sete na Billboard Hot R&B / Hip-Hop Songs. Foi também um sucesso nas paradas do Reino Unido, chegando ao número 27. Ficou no número 15 na Billboard Hot 100. 
Foi classificada como a música rap n° 81 na lista maiores de todos os tempos por About.com e número 77 no VH1's 100 Greatest Songs of the 90s. Em 2008, foi classificada como número 28 no VH1's Greatest Hip Hop Songs. A canção está presente na trilha sonora do videogame de 2004, Grand Theft Auto: San Andreas. É também considerada por muitos a melhor canção de Ice Cube. O principal sample usado na canção é da música "Footsteps in the Dark", do Isley Brothers.

## História
Ice Cube originalmente gravou uma demo da faixa no estúdio em sua casa e foi gravar a versão do álbum em Los Angeles no Echo Sound Studios durante 1992, e foi uma das primeiras idéias para as seções do álbum. Ice Cube comentou sobre o conceito da canção dizendo, 

A inspiração foi minha vida naquela época ... Eu estava no topo do rap. Era o verão de 92 e eu estava num quarto de hotel, num estado de completa euforia. Eu tinha todo o dinheiro com o qual eu havia sonhado. Estava num ótimo estado mental. E eu lembro de ter pensado, ‘Tudo bem, tem tido os tumultos em Los Angeles, as pessoas sabem que eu vou falar disso. Eu tenho cantado sobre esse negócio de gangsta — Mas enquanto aos bons dias que eu tive?
Ice Cube inicialmente foi para o estúdio com um sample de "Footsteps in the Dark", do Isley Brothers e DJ Pooh incrementou a produção com o baixo e os vocais. A canção já foi relançada várias vezes, incluindo no Greatest Hits, e no altamente bem sucedido e controverso video game Grand Theft Auto: San Andreas. Uma versão remix, usando um sample de "Let's Do It Again!" do The Staple Singers, apareceu no seu álbum Bootlegs & B-Sides assim como em The N.W.A. Legacy, Vol. 1: 1988-1998.

## Letra
Essa é talvez sua canção mais conhecida e mais bem sucedida nas paradas. O videoclipe e as letras da música contam a história de como Cube teve um ótimo dia em South Central Los Angeles. Através da música ele joga basquete, transa, fuma maconha, fica bêbado, vai para a casa de seu amigo Short Dog ver Yo! MTV Raps, vence seus amigos no jogo de dominó, come no fast food às 02:00 e anda pelas ruas de South Central sem ser perturbado. Ele até vê as luzes do Dirigível da Goodyear, que Ice Cube diz dizerem "Ice Cube's a Pimp" (Ice Cube é um cafetão). Os últimos versos da canção dizem: "Today I didn't even have to use my AK/I got to say it was a good day" (Hoje eu nem tive que usar minha AK/Eu tenho que dizer que foi um dia bom).

## Recepcção
A canção recebeu geralmente boas críticas dos críticos. O escritor da Blender, Michael Odel, disse que a música contem uma "vibração relaxada, descontraída". Allmusic's Jason Birchmeier notou que mesmo sendo o momento mais relaxado do The Predator, emite uma sensação calma de ansiedade violenta." e disse que é um "momento realmente lindo, um destaque de sua carreira, sem dúvida" Entertainment Weekly mencionou que era "em parte melancólica, em parte arrogante, o que deu um grande êxito; esse é o típico estilo de South Central". Vibe descreveu a batida de DJ Pooh como uma "produção bem suave".

## Desempenho nas paradas
A canção se deu bem nos Estados Unidos, se tornando a canção de Ice Cube com a maior posição nas paradas até hoje. O single ficou vinte semanas nas paradas, alcançou o número 15 na tabela da Billboard Hot 100, número 7 na Billboard R&B/Hip-Hop Songs e alcançou o topo da Billboard Rap Songs. Também chegou ao número 13 da Rhythmic Airplay Chart. O single vendeu mais de 500,000 unidades nos Estados Unidos e a RIAA o certificou como ouro em 1 de Junho de 1993. It Was a Good Day também foi bem sucedida no Reino Unido, onde chegou ao número 27 das tabelas de singles.

## Videoclipe
O vídeo da música foi dirigido por F. Gary Gray e foi exibido pela primeira vez em março de 1993.  Cada cena do clipe é referente ao trecho da música.
No final do clipe, a polícia aparece em torno da casa de Ice Cube, a fim de prendê-lo. Em seguida, aparece em baixo da tela: "To Be Continued" (Continua). A segunda parte é o videoclipe da música "Check Yo Self", que foi lançado em Agosto de 93. A camisa que Cube estava usando no vídeo era a mesma que ele usou mais tarde no filme de 1995 Friday.

## Lista de faixas
UK single
1. "It Was a Good Day" (radio edit)
2. "It Was a Good Day" (instrumental)

## Melhores posições nas paradas musicais
| Gráfico (1993)                               | Posição |
| -------------------------------------------- | ------- |
| Reino Unido (UK Singles Chart)               | 27      |
| Estados Unidos (Billboard Hot 100)           | 15      |
| Estados Unidos (Billboard Hot Rap Songs)     | 1       |
| Estados Unidos (Billboard R&B/Hip-Hop Songs) | 7       |
| Estados Unidos Billboard Rhythmic Top 40     | 13      |

| Parada de fim de ano (1993)      | Posição |
| -------------------------------- | ------- |
| Estados Unidos Billboard Hot 100 | 78      |